# Samu Aghehowa
Samuel Omorodion Aghehowa (ur. 5 maja 2004 w Melilli) – hiszpański piłkarz pochodzenia nigeryskiego, grający na pozycji napastnika w portugalskim klubie FC Porto.Młodzieżowy reprezentant Hiszpanii. Złoty medalista Letnich Igrzysk Olimpijskich 2024 w Paryżu.

## Sukcesy

### Wyróżnienia
- Najlepsze rozegranie miesiąca w Primera División według EA Sports: Luty 2024[2]